# Station to Station
Station to Station — десятий студійний альбом британського музиканта Девіда Боуї, був виданий на лейблі RCA Records в 1976 році. Альбом вважається однією найбільш значущих робіт Боуї, також він примітний тим, що в цей період був створений останній грандіозний образ музиканта — Виснажений Білий Герцог. Альбом був записаний після того, як Девід завершив зйомки у фільмі Ніколаса Роуга — «Людина, яка впала на Землю», зображення на його обкладинці — це кадр з цієї кінострічки (момент, коли Боуї заходить в космічний корабель). Під час запису платівки, у Девіда була важка наркотична залежність, особливо від кокаїну.
У музичному плані, Station To Station став перехідним альбомом для музиканта, так він запозичив фанк та соул зі своєї попередньої роботи — Young Americans. Водночас, на альбомі з'явилися нові музичні течії з синтезаторами та модними ритмами, які були натхненні саундом німецьких електронних гуртів, таких як Kraftwerk та Neu!. Ця електронна стилістика була використана в так званій Берлінській Трилогії, записаній з Брайаном Іно в 1977-79 рр.. Лірика альбому відображала інтерес Боуї до міфології та релігії, а також праць Ніцше та Алістера Кроулі.
Змішуючи одночасно фанк, краут-рок, романтичні балади та окультизм, Station To Station характеризують як «одночасно один з найбільш доступних альбомів Боуї і найбільш незбагненних». Сингл «Golden Years» потрапив в топ-5 хіт-парадів Великої Британії і США. Журнал Rolling Stone помістив альбом на 323 місце в своєму списку «500 найбільших альбомів усіх часів».

## Список композицій
Автор слів Девід Боуї, автор музики Девід Боуї, якщо не зазначено інше. 
| Перша сторона | Перша сторона        | Перша сторона |
| #             | Назва                | Тривалість    |
| ------------- | -------------------- | ------------- |
| 1.            | «Station to Station» | 10:14         |
| 2.            | «Golden Years»       | 4:00          |
| 3.            | «Word on a Wing»     | 6:03          |

| Друга сторона | Друга сторона      | Друга сторона |
| #             | Назва              | Тривалість    |
| ------------- | ------------------ | ------------- |
| 1.            | «TVC 15»           | 5:33          |
| 2.            | «Stay»             | 6:15          |
| 3.            | «Wild Is the Wind» | 6:02          |